# 프라나칸
프라나칸(말레이어: Peranakan) 혹은 페라나칸은 15세기에서 17세기경 중국 남부지방에서 말레이 제도와 태국 남부지방으로 이주한 한족의 후손이다. 말레이시아의 프라나칸은 자기 자신을 바바뇨냐라고 지칭하는데, 바바는 남성, 뇨냐는 여성을 가리키는 뜻으로, 민남어 峇峇娘惹(bā-bā-nō͘-niâ)에서 유래하였다.

## 같이 보기
- 크리스탕인(영어판) - 포르투갈계 말레이시아인들로서 대항해시대에 믈라카가 포르투갈의 지배를 받던 시절에 가톨릭으로 개종하고 포르투갈인 선원 및 병사들과 일부 혼혈된 믈라카 현지인들의 후손